# Arhopalus brunneus
Arhopalus brunneus är en skalbaggsart som först beskrevs av Gardner 1942.  Arhopalus brunneus ingår i släktet Arhopalus och familjen långhorningar. Inga underarter finns listade.